# 債権
債権（さいけん、羅: jus obligatio、仏: (droit de) créance、独: Forderung(srecht)）とは、大陸法系の私法上の概念で、ある者が特定の者に対して一定の行為を要求することを内容とする権利。

## 債権の概念
ある者（債権者）が特定の相手方（債務者）に対して一定の行為（給付）をするよう要求できる権利をいう。現代の日本語では一般的ではないが、「人に対する権利」という意味で「人権」ともいい、旧民法では主としてこの用語が用いられていた。
債務者の側から見た場合はこれは債権者に対する義務であり、債務（）と呼ばれる。また、債権者と債務者のこのような法律関係のことを、債権債務関係という。いずれも視点が異なるのみで、内容を異にするものではない。日本では「債権」という言い方が通常で、「債権債務関係」はあまり用いられないが、欧米では「債権債務関係」に相当する表現がむしろ通常である。
債権の概念そのものはローマ法に由来する。日本においては明治期においてヨーロッパ法（特にドイツ法、フランス法）を継受した際にローマ法由来の債権概念が導入され、現在の解釈学においてもその影響は強い。
勿論、大陸法系以外の法域、例えば、明治期以前の日本にも債権・債務に相当するものは存在したが、室町時代後期（15世紀後期）以前の日本では強力な債務者保護の思想が働いていた。例えば、「質地に永領の法無し」という法格言が存在し、債務者から質物を預かった債権者はたとえ数十年後であっても債務者から返済を受けた場合にはその質物を返還する義務を負っており、債務者の同意の文書（放文）を得ない質流れは違法であった。また、債務者は債権者に対して本銭（元金）返済の義務を有していたが、利子が元金と同額（元利合計200％）以上の貸付は違法とされ、なおかつ徳政令によって本銭返済の義務すら減免されるなど、近代法の債権債務関係とは全く異なる関係が展開されていた。
一方、不動産や株式など債権の価格が、投機により経済成長以上に高騰して実体経済からかけ離れ、投機でも支えきれなくなるまでの経済状態をバブル経済という。経済学では「ファンダメンタルズ価格（理論価格）から離れた資産価格の動き」とされている。

## 日本法
※日本の民法について以下では、条数のみ記載する。

### 債権の本質
債権は物権と同じく財産権ではあるが、以下の点で物権とは異なる。
- 物権は物の支配を目的とする権利である（物権の直接性・物権の対世性）が、債権は債務者の行為（給付）を目的とするものである（債権の対人性）。
債権の対人性のコロラリーとして「売買は賃貸を破る」がある。すなわち、例えば、所有者によって目的物が譲渡された場合を比べると、地上権者は新所有者に対しても地上権を主張できる（継続して利用できる。）が、賃借人は新所有者に対して賃借権を主張できない（継続して利用できない。）。もっとも、不動産賃借権や船舶賃借権については民法・商法及び借地借家法においてこの重大な例外が規定されており、一定の対抗要件を具備することにより新所有者にも対抗することができるようになっている。いわゆる「債権の物権化」と呼ばれる現象である。
- 相互に矛盾する同内容の物権は併存しえないが（物権の排他性）、相互に矛盾する同内容の債権は併存しうる。
例えば、同じ土地について建物所有目的の地上権を二重に設定することはできないが、建物所有目的の賃借権を二重に設定することは可能である（後者は債務不履行責任によって解決される。）。

### 債権の分類

#### 発生原因による分類
現在の日本の民法においては、民法第3編債権において、その発生原因として、契約、事務管理、不当利得及び不法行為の4つを規定している。当事者間の合意により発生する債権を約定債権といい、契約による債権がこれに属する。一方、法律の規定によって生じる債権を法定債権といい、事務管理、不当利得、不法行為による債権がこれに属する。

#### 債権の目的による類型
債権の目的は債務者の特定の行為であり、これを「給付」という。民法第3編第1章総則第1節において、具体的には以下のものが規定されている。
特定物債権
特定物債権（）とは、物の個性を重視した特定物の給付を内容とする債権をいう。例えば土地の引渡し債務や中古品の引渡し債務などである。
種類債権
種類債権（）とは、目的物（不特定物）を種類と数量だけで指示した債権をいう。目的物の範囲に限定のある種類債権を制限種類債権（）という。例えば特定タンク内のタール5000トンのうち2000トンの引渡債務などである。
金銭債権
金銭債権（）とは、金銭の支払を目的とする債権をいう。代金債権、貸金債権等、実際の取引における大部分の債権である。特殊な金銭債権として金種債権と呼ばれるものがあり、これには特定の種類の金銭の給付を目的とする相対的金種債権と、骨董的あるいは記念的な貨幣の給付を目的とする絶対的金種債権があり、いずれも通常の金銭債権とは法的な扱いが異なる。
利息債権
選択債権
選択債権（）とは、数個の給付の中から選択によって定まる債権をいい、その選択権は、原則として債務者に属する。

#### 債権譲渡における分類
- 指名債権
債権者が特定している一般の債権。証券的債権に対する。
例：預金通帳等。
- 証券的債権
証券の中に化体されている債権。さらに、指図債権・無記名債権・記名式所持人払債権に分かれる。指名債権に対する。
  - 指図債権
債権者が、新権利者を指定することにより譲渡できる証券的債権。例：手形・小切手・倉庫証券・船荷証券・貨物引換証
  - 無記名債権
債権者が特定せず、証券の所持人に弁済する証券的債権。動産とみなされる。例：商品券・乗車券・劇場入場券
  - 記名式所持人払債権
債権者が記載はされているが、証券の所持人に弁済する証券的債権。例：記名式持参人払小切手

#### 倒産法制における分類
- 協定債権
清算株式会社の債権者の債権で、一般の先取特権その他一般の優先権がある債権、特別清算の手続のために清算株式会社に対して生じた債権及び特別清算の手続に関する清算株式会社に対する費用請求権を除く債権をいう（b:会社法第515条）。

### 債権の効力

#### 債権の一般的効力
債権には一般に以下のような効力があるとされる。
- 給付保持力
債権者の履行による給付を保持しても不当利得とはならない効力。債権の必要最小限の効力とされる。
- 訴求力
訴訟手続で債権を実体法上の権利として確認できる効力
- 執行力
確定判決を債務名義に執行しうる効力
  - 貫徹力
債権の内容について本来の給付そのままに強制的に実現する効力[4]
  - 掴取力
債権の内容について債務者の財産の差押えとその換価という形で実現する効力[4]。

#### 債権の効力と責任
効力が不完全な債権、債務と責任とが分離される特殊な債権の形態も存在する。
- 自然債務
給付保持力のみの債務。自然債務を参照。
- 責任なき債務
給付保持力や訴求力はあるが執行力のない債権。例として強制執行はしないとの内容の特約を付した債権がこれにあたる（大判大15・2・24民集5巻235頁）。
- 債務なき責任
債務はないが自らの財産が債務の引当てとなっている場合。例として物上保証人や抵当不動産の第三取得者がこの場合となる[6]。

| 債務の種類   | 給付保持力 | 訴求力 | 執行力 |
| ------------ | ---------- | ------ | ------ |
| 通常の債務   | 有         | 有     | 有     |
| 責任なき債務 | 有         | 有     | 無     |
| 自然債務     | 有         | 無     | 無     |

#### 債権者代位権と詐害行為取消権
債務者の責任財産を保全するため、民法は債権者代位権と詐害行為取消権を認めた。民法第3編第1章総則第2節で規定された制度である。
- 債権者代位権
債権者は自己の債権を保全するため、債務者に属する権利を自ら行使することができる（423条1項本文）。ただし、債務者の一身専属権については行使できない（423条但書）。
- 詐害行為取消権（債権者取消権）
債権者は原則として債務者が債権者を害することを知ってした法律行為（詐害行為）の取消しを裁判所に請求することができる（424条1項）。

### 債権債務の共同帰属
債権者あるいは債務者は複数である場合もあり、物権における共同所有関係（共有・総有・合有）類似の関係に分析される。

#### 共有的帰属・総有的帰属・合有的帰属
- 共有的帰属
共同所有関係における共有としての形態をとるもので、一個の債権債務に準共有（264条）が成立する場合がこれにあたる。共有の規定について264条は「この節の規定は、数人で所有権以外の財産権を有する場合について準用する。ただし、法令に特別の定めがあるときは、この限りでない」と定める。債権についても「所有権以外の財産権」に含まれるから準共有が成立しうる[7]。本来、民法の多数当事者の債権債務はこれに属するが、民法第3編第1章総則第3節の多数当事者の債権債務の規定（427条以下）は264条の「法令に特別の定めがあるとき」にあたるため、427条以下の規定が264条に優先して適用されることになる[7]。
- 総有的帰属
共同所有関係における総有としての形態をとるもので、権利能力のない労働組合の財産関係がこれにあたる（最判昭32・11・14民集11巻12号1943頁）
- 合有的帰属
共同所有関係における合有としての形態をとるもので、組合員の組合債権がこれにあたる（最判昭33・7・22民集12巻12号1805頁）

#### 多数当事者の債権債務
既述のように準共有について定める264条本文は「この節の規定は、数人で所有権以外の財産権を有する場合について準用する」とし、本来であれば債権も「所有権以外の財産権」として準共有が成立するが、金銭の給付などに共有物分割規定（256条以下）を準用するのは煩雑であることなどから、民法は多数当事者の債権債務関係については民法第3編第1章総則第3節の多数当事者の債権債務の規定（427条以下）を置いている（427条以下の規定は264条但書の「法令に特別の定めがあるとき」にあたり優先的に適用される）。
- 分割債権及び分割債務（427条）
多数当事者の債権関係における原則的形態。分割された債権や債務は相互に独立したものと扱われる。
  - 分割債権
1つの可分な給付を目的とする債権を複数の債権者が有する場合をいう。例えば、金銭債権が共同相続された場合（分割債権）や共同売却代金（分割債権）などが考えられる。
  - 分割債務
1つの可分な給付を目的とする債務を複数の債務者が負う場合をいう。分割債務とされると債権の効力が弱まることから、学説上分割債務の成立を限定して解する見解がある。例えば金銭債務の共同相続の場合や共同購入者の負う代金支払債務などにつき争いがある。
- 不可分債権及び不可分債務 　　　　　 
  - 不可分債権（428条）
  - 不可分債務
- 連帯債権及び連帯債務
  - 連帯債権
連帯債権についての規定は必要性が貧しいとして民法上に規定は設けられていない。
  - 連帯債務
- 保証債務
  - 単純保証
  - 連帯保証（454条）
  - 共同保証（456条）
  - 貸金等根保証契約

### 債権の移転
債権の移転原因には次のようなものがある。
- 契約による移転
  - 債権譲渡（営業譲渡および事業譲渡による場合を含む。）
歴史的には、債権譲渡（債権者の変更）は債権の本質に反するという考え方も根強く存在していたものの、近代以降においては、債権譲渡自由の原則が強調されるようになった。日本においても、債権の自由譲渡を認めない慣例が存在したとされ、当初は債権譲渡自由の原則に対する抵抗が強かったものの（民法典論争）、特約により譲渡性を排除できる規定を設けるという形で妥協がなされ、現在に受け継がれている。現在の日本民法においては、民法第3編第1章総則第4節で規定される。
  - 債務引受
  - 契約上の地位の移転（契約引受）
- 単独行為による移転
  - 遺言（960条）
  - 財団法人設立における財産の拠出（一般社団・財団法人法157条）
旧概念においては一般的に「寄附行為」と呼ばれていた。
- 法律の規定による移転
  - 損害賠償による代位（422条）
  - 第三者弁済による法定代位（500条）
  - 相続（896条）
- 裁判所の命令による移転
  - 民事執行法上の転付命令
- 随伴性による移転
  - 元本債権の移転による利息債権の移転
  - 主たる債権の移転による保証債権の移転

なお、債権者を交替させるものとして、債権者の交替による更改があるがこの場合には債権の同一性が失われる。

### 債権の消滅
債権の消滅原因には次のようなものがある。
- 目的消滅による債権の消滅
  - 目的到達による債権の消滅
    - 弁済
弁済（履行）によって債権は消滅する。第三者弁済、担保権実行、強制執行なども含め、全て目的到達として債権は消滅する。
    - 代物弁済
債務者が債権者の承諾を得てその負担する本来の給付に代えて他の給付をした場合（代物弁済）には弁済に準じ債権は消滅する（482条）。
    - 供託
債権者が弁済について受領拒絶・受領不能のときは、弁済者は債権者のために弁済の目的物を供託することができ、この場合には弁済に準じ債権は消滅する（494条前段）。なお、弁済者が過失なく債権者を確知することができないときも供託しうる（494条後段）。

  - 目的到達不能による債権の消滅
債務者の責めに帰すべからざる事由による履行不能（危険負担を参照）がこれにあたる。なお、債務者の責めに帰すべき事由による履行不能の場合、債務不履行による損害賠償という形に変わって債権は存続することになり、債権は消滅しない[11]。
- 目的消滅以外の債権の消滅
  - 相殺
二人が互いに同種の目的を有する債務を負担する場合において、双方の債務が弁済期にあるときは、各債務者はその対当額について相殺によってその債務を消滅させることができる（505条第1項本文）。ただし、債務の性質がこれを許さないときは相殺は認められない（505条第1項但書）。
  - 更改
当事者が債務の要素を変更する契約をしたときは旧債権は消滅する（513条第1項）。
  - 免除
債権者が債務者に対して債務を免除する意思表示をしたときは債権は消滅する（519条）。
  - 混同
債権及び債務が同一人に帰属した場合には債権は消滅する（520条本文）。ただし、その債権が第三者の権利の目的であるときは消滅しない（520条但書）。
- 権利の一般的消滅原因による債権の消滅
法律行為の取消し、消滅時効、終期の到来、解除条件の成就、契約の解除、合意解除（反対契約）など権利一般の消滅原因によっても債権は消滅する。

以上の消滅原因のうち弁済（代物弁済、供託）、相殺、更改、免除、混同については民法第3編第1章総則第5節で規定される。
なお、患者への投薬が債権債務の内容となっていた場合に、患者が偶然全快して投薬が必要でなくなったときなどのように、目的到達による債権の消滅とみるべきか目的到達不能による債権の消滅とみるべきか分類が難しい場合もある。